# Cerro Caraigres
Cerro Caraigres är ett berg i Costa Rica.   Det ligger i provinsen San José, i den centrala delen av landet, 24 km söder om huvudstaden San José. Toppen på Cerro Caraigres är 2 494 meter över havet, eller 830 meter över den omgivande terrängen. Bredden vid basen är 9,3 km.
Terrängen runt Cerro Caraigres är bergig åt sydväst, men åt nordost är den kuperad. Cerro Caraigres är den högsta punkten i trakten. Runt Cerro Caraigres är det ganska tätbefolkat, med 67 invånare per kvadratkilometer. Närmaste större samhälle är San Miguel, 18,6 km nordost om Cerro Caraigres. I omgivningarna runt Cerro Caraigres växer i huvudsak städsegrön lövskog.